# Selva (Santa Fiora)
Selva è una frazione del comune italiano di Santa Fiora, nella provincia di Grosseto, in Toscana.

## Geografia fisica
La frazione di Selva è posta sui fianchi del Monte Calvo (931 m s.l.m.), sulla sinistra dell'alta valle del Fiora. Selva non ha la struttura urbanistica di un vero e proprio paese, presentando solo un agglomerato di case accentrate, le Case Nuove, circondato da molte piccole borgate sparse immerse nel verde del territorio circostante.

## Storia
Le sue origini risalgono a poco dopo l'anno Mille, quando una comunità si insediò sul territorio circostante l'attuale Convento della Santissima Trinità, che all'epoca fu oggetto di donazione da parte degli Aldobrandeschi, conti di Santa Fiora, alle monache benedettine. 
Nei secoli la popolazione è rimasta pressoché stabile, fino al forte incremento che si è registrato a partire dal 1840 e che ha avuto il suo apice dopo il 1930 (quando contava oltre 1300 persone). 
Per secoli gli abitanti (detti "selvaioli") hanno tratto il loro sostentamento dall'agricoltura, dalla pastorizia, dalla silvicoltura e dalle "maremmate" (discese temporanee in Maremma), cui dai primi anni del Novecento all'inizio degli anni ottanta  si è aggiunta la miniera, remunerativa ma micidiale per la salute.
A partire dal 1960-settanta Selva ha conosciuto un rapido spopolamento, che si è poi arrestato intorno agli anni novanta. Attualmente i residenti sono meno di duecento, anche se aumentano notevolmente durante l'estate e nei periodi di vacanza.
Selva sta vivendo in questi ultimi anni una fase di riscoperta, anche grazie agli immigrati da altre parti d'Italia (spesso in fuga dalla città), in particolare nella zona delle Vigne, dove si produce Olio DOP "Olivastra Seggianese" e dove sono sorti diversi agriturismi.

## Monumenti e luoghi d'interesse

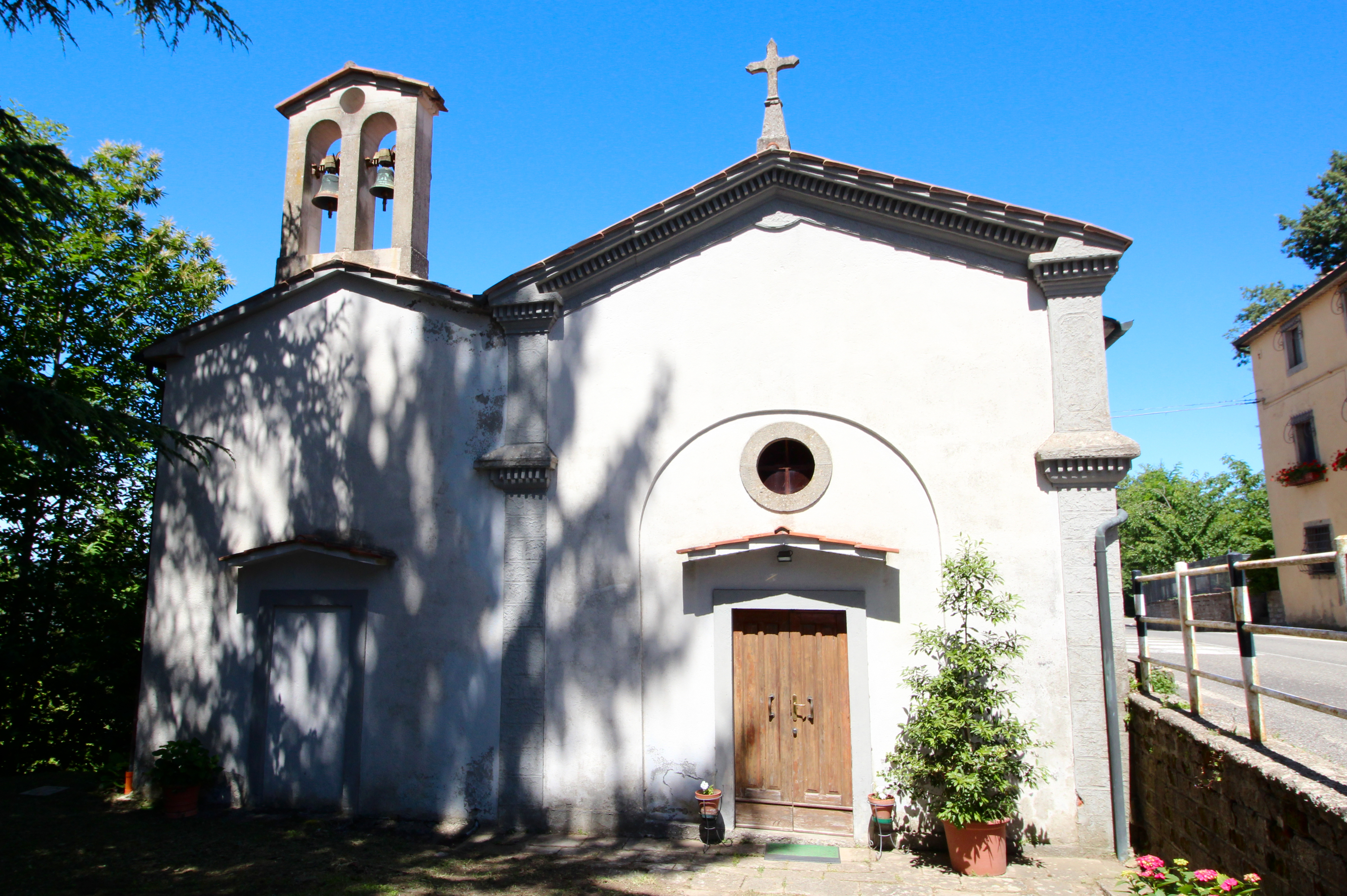
Madonna Addolorata

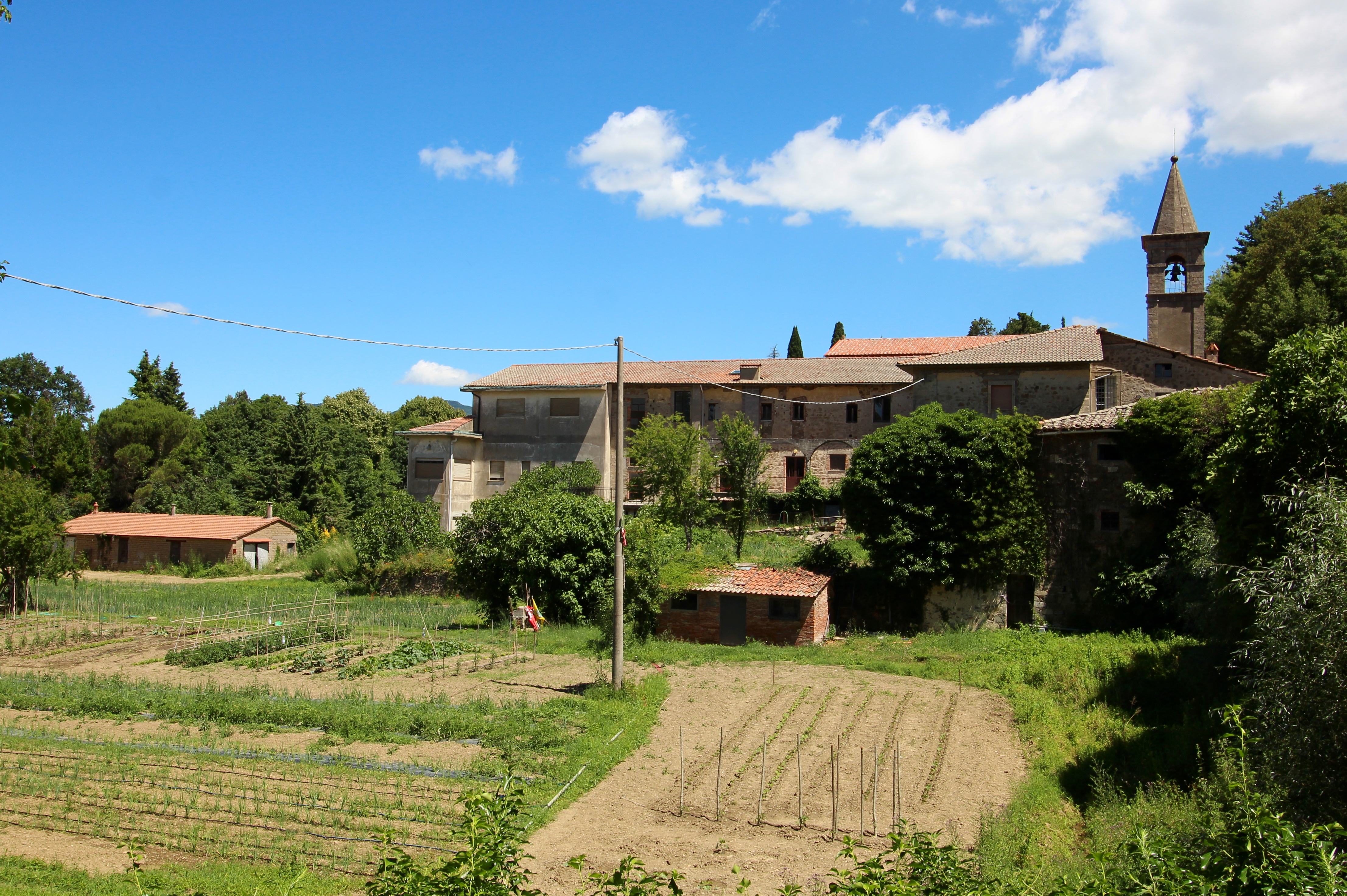
Convento della Santissima Trinità alla Selva

La maggiore attrattiva turistica del luogo è il convento della Santissima Trinità, che è posto al centro di un biotopo di abete bianco e che ospita numerose opere artistiche. La sua storia si intreccia con la leggenda del "Cifero Serpente", ossia il "Drago della Selva", ambientata a fine Quattrocento. Nel convento è ancora oggi conservata la parte superiore del cranio di questo "mostro", probabilmente un coccodrillo od un enorme serpente. Affiancata al convento si trova la seicentesca chiesa di Santo Stefano protomartire, ristrutturata nel 1933 in stile neoromanico.
Al centro del paese è situata anche la cappella della Madonna Addolorata, comunemente conosciuta come la chiesina, costruita nel 1828 e consacrata nel 1833, spesso utilizzata come chiesa parrocchiale per la sua posizione centrale (sebbene la sede sia alla chiesa di Santo Stefano).

## Società

### Evoluzione demografica
Quella che segue è l'evoluzione demografica della frazione della Selva. Sono indicati gli abitanti dell'intera frazione e dove è possibile la cifra riferita al solo capoluogo di frazione. Dal 1991 sono contati da Istat solamente gli abitanti del centro abitato, non della frazione.
| Anno | Abitanti | Abitanti       |
| Anno | Frazione | Centro abitato |
| ---- | -------- | -------------- |
| 1745 | 267      | -              |
| 1833 | 476      | -              |
| 1845 | 538      | -              |
| 1921 | 1 262    | -              |
| 1931 | 973      | -              |
| 1961 | 613      | 178            |
| 1981 | 322      | 134            |
| 2001 | -        | 100            |
| 2011 | -        | 100            |

### Tradizioni e folclore
Selva è un paese ricco di storia e tradizioni. L'aspetto culturale del luogo è curato dall'associazione culturale per la Selva, che gestisce un circolo socio-ricreativo ed è proprietaria di una piccola cappella adibita a MuseoMemoria dedicato ai caduti di tutte le guerre. L'associazione sostiene la pubblicazione di libri e ricerche sulla storia locale, pubblica il periodico È permesso?... ed organizza tutti gli eventi folkloristici e ricreativi del paese.
Fra le feste tradizionali va annoverato il Canto della Befana (5 gennaio), con befana, befano, panieraio, suonatori e cantori che passano a cantare in tutte le abitazioni della frazione, raccogliendo offerte che saranno consumate in una cena conviviale a notte fonda. La stessa formula è alla base del Canto del maggio (30 aprile), nel quale a passare casa per casa sono i "maggiaioli" (cantori e musicanti). Sono inoltre ancora vive la memoria e la tradizione di un bruscello (in particolare, l'opera Giuseppe ebreo figliuolo di Giacobbe). A metà agosto sono organizzati festeggiamenti popolari con cene e balli in piazza, cosa che si ripete l'ultimo fine settimana di agosto per la festa patronale della Madonna Addolorata.